# Acajutiba
Acajutiba là một đô thị thuộc bang Bahia, Brasil. Đô thị này có diện tích 267,66 km², dân số năm 2007 là 14393 người, mật độ 53,77 người/km².